# Coat of Arms (Album)
Coat of Arms (englisch für „Wappen“) ist das fünfte Studioalbum der schwedischen Heavy-Metal-Band Sabaton. Es erschien am 21. Mai 2010. Wie schon auf den Alben Primo Victoria und Attero Domiatus weicht nur das letzte Lied, Metal Ripper, vom Gesamtkonzept der Kriegsthematik ab.

## Allgemeines
Das Schlagzeug wurde von Peter Tägtgren aufgenommen. Das Grafikdesign stammt von Jobert Mello.
Das Album ist in drei verschiedenen Ausgaben erschienen, die für Nuclear Blast üblich sind. Das bedeutet als einfache CD im Jewelcase, als begrenzt erhältliches Digipak mit zwei zusätzlichen Stücken sowie als streng limitierte „Mailorder-Version“, die neben dem Digipak in einer aufwendigeren Verpackung eine Erkennungsmarke als Schmuckstück beinhaltete und mittlerweile nicht mehr erhältlich ist. Außerdem erschien das Album auf einer Vinyl-Platte.

## Titelliste
1. Coat of Arms – 3:35
2. Midway – 2:29
3. Uprising – 4:55
4. Screaming Eagles – 4:07
5. The Final Solution – 4:56
6. Aces in Exile – 5:57
7. Saboteurs – 3:15
8. Wehrmacht – 4:14
9. White Death – 4:10
10. Metal Ripper – 3:50

## Erläuterungen zu den Stücken
Coat of Arms

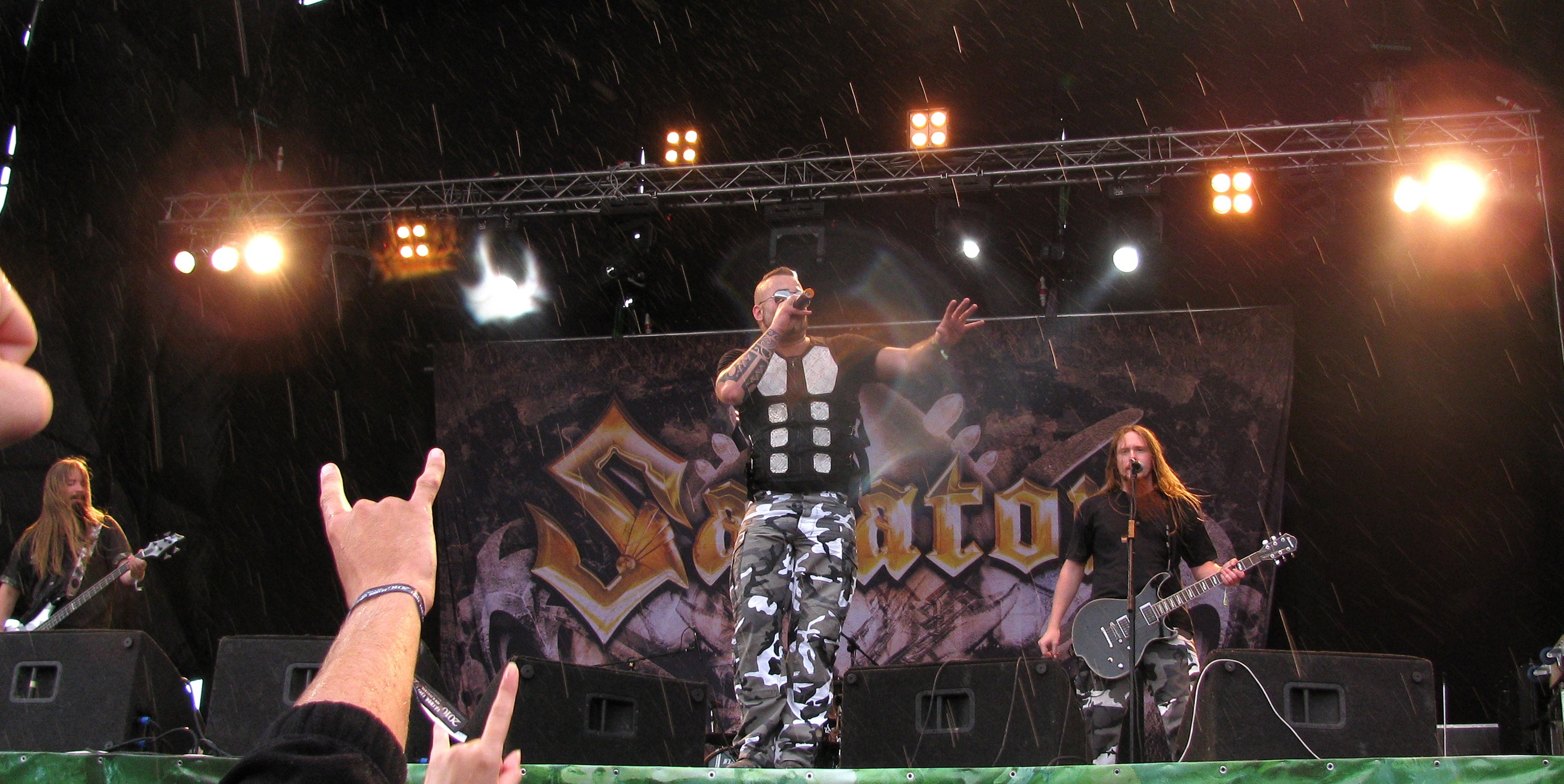
Die Band auf der dem Album folgenden Tour

Das Titellied Coat of Arms ist eine Schilderung des Griechisch-Italienischen Krieges 1941 und vergleicht die griechischen Verteidiger mit den Hopliten in der Schlacht bei den Thermopylen. Die Betonung des griechischen Heldenmutes wird noch durch ein Zitat Winston Churchills im Beiheft des Albums bekräftigt.
Screaming Eagles
Screaming Eagles handelt von der 101. US-Luftlandedivision während der Ardennenschlacht. Dieses sehr aufwändig und kostenintensiv produzierte Video wurde am 25. Mai 2011 veröffentlicht. Dem Clip gingen zum Jahresende 2010 mehrere Trailer bzw. Teaser voraus. Die Produktion zeigt die meiste Zeit intensive, mit Hartnäckigkeit geführte Gefechte zwischen US-amerikanischen und Wehrmachtssoldaten während der Ardennenoffensive. Erstmals kamen auch CGI-Effekte zum Einsatz.
Midway
Midway erläutert die Schlacht um Midway aus Sicht der USA.
Uprising
Uprising handelt vom Warschauer Aufstand 1944. Im zu diesem Lied gedrehten Musikvideo ist unter anderem der Schauspieler Peter Stormare in der Rolle eines deutschen SS-Offiziers zu sehen. Diese sehr aufwendige Produktion wurde unter anderem vom polnischen Fernsehen dokumentiert und feierte am 1. August 2010 zum Jahrestag des Warschauer Aufstandes ebenda Premiere. Neben dem ehemaligen Oberbefehlshaber der polnischen Landstreitkräfte General Waldemar Skrzypczak als Gen. Antoni Chruściel und einigen in Polen bekannten Schauspielern spielte der international bekannte schwedische Schauspieler Peter Stormare als Erich von dem Bach-Zelewski mit.
The Final Solution
Das langsamste Lied des Albums, The Final Solution, erläutert die Endlösung der Judenfrage im dritten Reich, beginnend mit Reichskristallnacht bis zum KZ Auschwitz. In einem Interview von 2013 äußerte sich Bassist Sundström wie folgt zu dem Lied: „Es gab ja Leute, die nach unseren ersten Alben meinten, Sabaton seien eine Neonaziband. Um alle solche Gerüchte zu beseitigen, haben wir gesagt: In Ordnung, dann machen wir einen Song genau über dieses Thema, um eben solchen Gerüchten den Boden zu entziehen.“
Aces in Exile
In Aces in Exile wird die Rolle nicht-britischer Piloten bei der Royal Air Force im Luftkrieg im Zweiten Weltkrieg hervorgehoben.
Saboteurs
Saboteurs besingt die Sabotage des Wasserkraftwerkes Vemork in Rjukan; siehe dazu Norwegische Schwerwasser-Sabotage.
Wehrmacht
Wehrmacht stellt die Frage nach der Schuld der Wehrmachtssoldaten im Zweiten Weltkrieg, ohne dabei auf genauere historische Begebenheiten einzugehen. Musikalisch sieht Tobias Köhler von musikreviews.de Parallelen zu Rammstein.
White Death
White Death (dt. Weißer Tod) handelt vom finnischen Scharfschützen Simo Häyhä, der im Winterkrieg gegen die Sowjetunion mehr als 500 Rotarmisten erschoss.
Metal Ripper
Metal Ripper besteht aus zitierten oder sinngemäß übernommenen Textpassagen aus diversen Metalliedern. Begonnen mit einem Gitarrenintro und dem Text „You're in for surprise, you're in for a shock“ aus dem Song The Ripper von Judas Priest wurden Passagen von Metallica („twisting your mind and smashing your dreams, blinded by me you can't see a thing“- aus Master of Puppets), Iron Maiden („Torches blazed and sacred chants were praised“ aus The Number of the Beast), Yngwie Malmsteen („hear a rising force“ aus Rising Force), Queen („blood on your face, you big disgrace“ frei aus We Will Rock You) und vielen anderen übernommen.

## Kritiken
Michael Edele schrieb für laut.de: „Entsprechend bleiben Sabaton ihren Leisten treu und machen das, was sie am besten können – wenn auch leicht verfeinert und eher auf den Punkt gebracht: tanz-, mosh- und mitsingbarer epischer Kraftstahl mit Melodien für Millionen. Zwar taucht in manch einem heroischen Gesangspart auch gern mal eine Prise Kitsch auf, aber die rundet das Paket schließlich erst ab. Hymnen wie der vom ‚300‘ Streifen inspirierte Opener und Titeltrack, das stampfende ‚Midway‘, das dem Warschauer Aufstand huldigende ‚Uprising‘, die Live-Keule ‚Aces In Exile‘ oder das Auschwitz-Mahnmal ‚The Final Solution‘ zeigen nicht nur musikalische Abwechslung sondern heben sich vom textlichen Stammtischniveau vieler anderer Truppen dieser Spielart ab. Ein Titel wie ‚Wehrmacht‘ ist zwar ein heißes Eisen, aber mit welcher Einstellung die Skandinavier an die Sache heran gehen, sollte wohl längst klar sein. Sabaton sind ganz klar auf dem Sprung in die Oberliga des Heavy Metal, was nicht nur Charteinstiege in ganz Europa belegen. Mit Hammerfall dürften sie schon bald auf Augenhöhe stehen.“
Die Redaktion von metal.de gab dem Album im Schnitt 7,7 von 10 Punkten. Christian K. vergab sogar neun Punkte: „Die schwierige Thematik, welche hier verarbeitet wird, ist in einem, meines Erachtens, passenden, schleppend-schweren musikalischen Mantel verpackt worden, der wie so oft in einem Refrain gipfelt, welcher zum Mitsingen einlädt. SABATON treffen mit ‚Coat Of Arms‘ ziemlich genau den Nerv der Fans. Packender Heavy-Metal mit jeder Menge Power und Durchschlagskraft.“ Das Titelstück verortete er fälschlicherweise thematisch in die Perserkriege.
In der Encyclopaedia Metallum erhielt das Album bei sieben Rezensionen eine Durchschnittsbewertung von 66 %.